# Saijō (Ehime)
La ciudad de Saijo (西条市 Saijō-shi?) es una ciudad que se encuentra en la región de Toyo de la prefectura de Ehime.

## Características
En esta ciudad se encuentra la montaña más alta del Japón Occidental (西日本 Nishi-Nihon?), el monte Ishizuchi de 1,982 m. En cercanías de dicho monte nace el río Kamo, el río más importante de la Ciudad, que tras atravesarla desemboca en el mar interior de Seto. Es famosa en Japón, entre otras cosas, por el Uchinuki (agua que fluye de la roca) y por el kabutogani (カブトガニ?), que es un animal acuático casi extinto. 
Se ha caracterizado por fomentar una economía basada en la industria. Es una ciudad nueva formada el 1° de noviembre de 2004 por la fusión de la vieja ciudad de Saijo, Toyo; y los pueblos de Komatsu y Tanbara, ambos del distrito de Shuso.
Su superficie es de 509,04 km² y su población era de 116.003 habitantes a fines de agosto de 2006.
Limita con las ciudades de Niihama, Toon e Imabari; y los pueblos de Kamijima del distrito de Ochi y de Kumakogen del distrito de Kamiukena, todos dentro de la prefectura de Ehime. También limita con el pueblo de Ino (いの町 Ino-chō?) de la Prefectura de Kochi y la ciudad de Fukuyama (福山市 Fukuyama-shi?) de la prefectura de Hiroshima.

## Historia
- 1889: se fusionan el pueblo de Gojoka (御城下町 Gojōka-machi?) y las villas de Akeyashiki (明屋敷村 Akeyashiki-mura?) y Kitahama (喜多浜村 Kitahama-mura?), formando el pueblo de Saijo (西條町 Saijō-chō?).
- 1898: el 22 de noviembre la villa de Komatsu (小松村 Komatsu-mura?) pasa a ser el pueblo de Komatsu (小松町 Komatsu-chō?).
- 1913: el 13 de diciembre la villa de Fukuoka (福岡村 Fukuoka-mura?) pasa a ser el pueblo de Tanbara (丹原町 Tanbara-chō?).
- 1921: se inaugura la estación Iyosaijo (伊予西条駅 Iyosaijō-eki?) de la JR.
- 1925: el 11 de febrero el pueblo de Saijo absorbe las villas de Kanbai (神拝村 Kanbai-mura?), Oomachi (大町村 Oomachi-mura?) y Tamatsu (玉津村 Tamatsu-mura?).
- 1941: el 29 de abril se fusionan los pueblos de Saijo y Himi (氷見町 Himi-chō?), y las villas de Iioka (飯岡村 Iioka-mura?), Tachibana (橘村 Tachibana-mura?) y Kanbe (神戸村 Kanbe-mura?), pasando a formar la ciudad de Saijo (西條市 Saijō-shi?).
- 1955: el 25 de abril el pueblo de Komatsu absorbe las villas de Ishizuchi (石鎚村 Ishizuchi-mura?) e Iwane (石根村 Iwane-mura?).
- 1956: el 28 de septiembre la ciudad de Saijo absorbe las villas de Oofuki (大保木村 Oofuki-mura?) y Kamo (加茂村 Kamo-mura?) y parte del distrito Oojoin (大生院 Oojōin?) de la ciudad de Niihama.
- 1964: el puerto de Toyo (東予港 Tōyo-kō?) es declarado puerto de importancia para Japón.
- 1970: se inaugura la fábrica Komatsu de Shikoku Coca-Cola Bottling (en la actualidad parte de su controlada Shikoku Coca-Cola Products).
- 1972: el 1° de octubre el pueblo de Toyo (東予町 Tōyo-chō?) pasa a ser la ciudad de Toyo.
- 1991: la autovía de Matsuyama se extiende hasta la ciudad de Saijo.
- 2004: el 1° de noviembre de 2004 absrobe la ciudad de Toyo y los pueblos de Komatsu y Tanbara, ambos del distrito de Shuso.

## Economía
Forma parte de la mayor región industrial de las regiones de Shikoku y Chugoku, que conforma junto a las ciudades de Shikokuchuo, Niihama, Imabari y Matsuyama. Electrónica, construcción naval, bebidas, generación de energía eléctrica, metalurgia, son algunas de las que conforman la variedad de industrias, característica principal de las industrias de la ciudad de Saijo. Su producto bruto es la mayor dentro de la prefectura de Ehime y es superior a la de la prefectura de Kochi en su conjunto.

## Accesos

### Autopistas
- Autovía de Matsuyama
  - Intercambiador Iyosaijo
  - Empalme Iyokomatsu

- Autovía Imabari-Komatsu
  - Empalme Iyokomatsu
  - Intercambiador Iyokomatsu
  - Intercambiador Iyokomatsukita
  - Intercambiador Toyotanbara

### Rutas
- Ruta Nacional 11
- Ruta Nacional 192 (comparte la mayor parte de su trayecto por la ciudad con la Ruta Nacional 11).
- Ruta Nacional 194
- Ruta Nacional 196

### Ferrocarril
- Línea Yosan
  - Estación Iyosaijo
  - Estación Ishizuchiyama
  - Estación Iyohimi
  - Estación Iyokomatsu
  - Estación Tamanoe
  - Estación Nyugawa
  - Estación Iyomiyoshi

### Puerto
- Puerto de Toyo